# Seaward: an Elegy on the Death of Thomas William Parsons

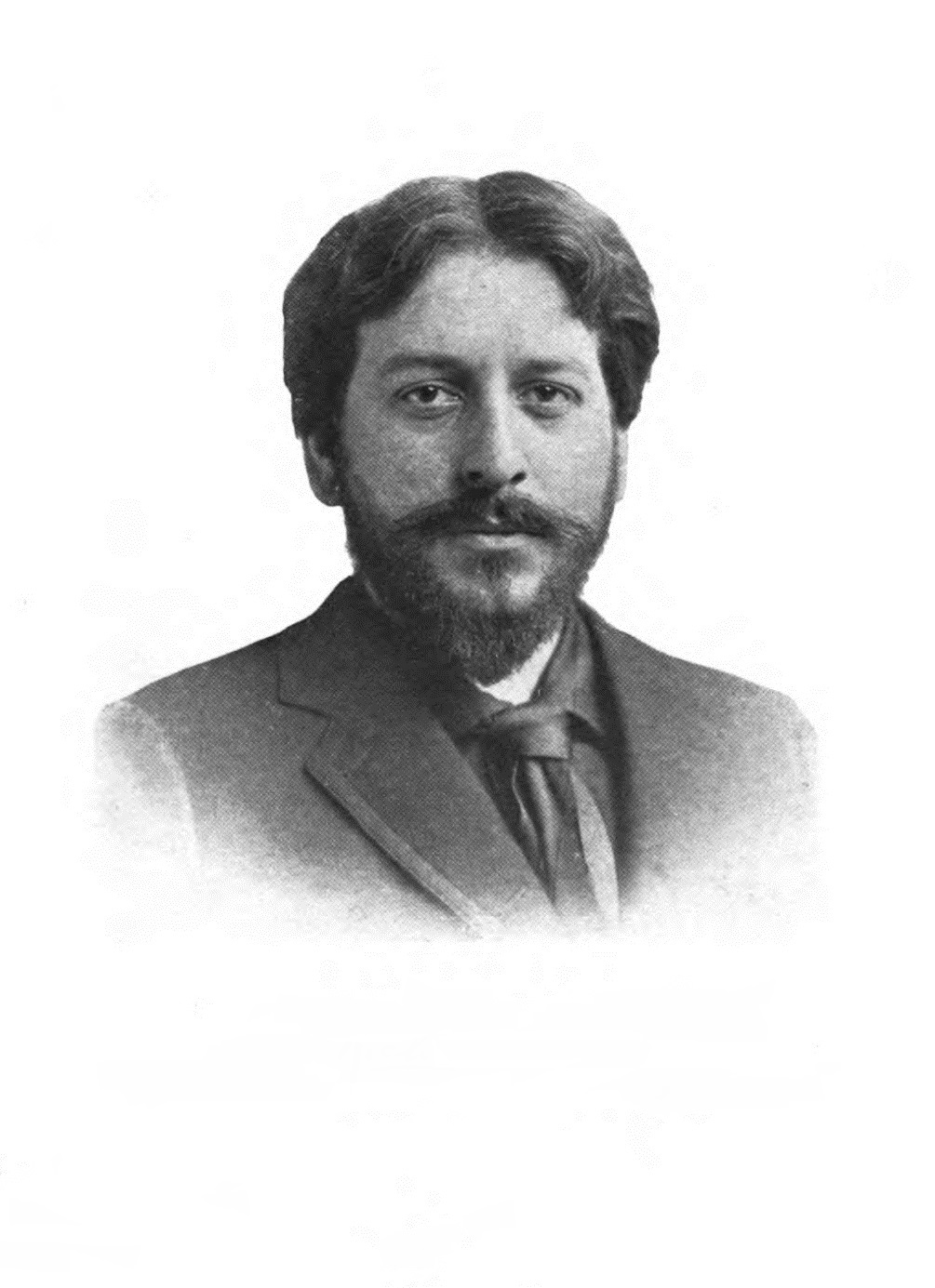
Richard Hovey

Seaward: an Elegy on the Death of Thomas William Parsons – poemat Richarda Hoveya, opublikowany w Bostonie w 1893 nakładem oficyny wydawniczej D. Lothrop Company. 

## Treść
Bohaterem elegii jest Thomas William Parsons (1819-1892), poeta i tłumacz epiki Dantego Alighieri. Autor, Richard Hovey 1864-1900, był poetą lirycznym i znawcą epoki elżbietańskiej.

## Forma
Utwór jest napisany strofą siedmiowersową rymowaną ababcbc. Poeta stosuje też z upodobaniem wyraziste aliteracje: secret, slow, silent, swelling, stress.

I know that there the tide is coming in,
Secret and slow, for in my heart I feel
The silent swelling of a stress akin;
And in my vision, lo! blue glimpses steal
Across the yellow marsh-grass, where the flood,
Filling the empty channels, lifts the keel
Of one lone cat-boat bedded in the mud.